# 北海道大学附属図書館
北海道大学附属図書館（ほっかいどうだいがくふぞくとしょかん）とは、札幌市北区北8条西5丁目に所在する、北海道大学の附属図書館である。
本記事では、北17条西8丁目に所在する北図書館についても述べる。

## 概要
北海道大学附属図書館は、1876年の開学以来、140年以上の歴史を有している。4つの基本理念「フロンティア精神」「国際性の涵養」 「全人教育」「実学の重視」に基づき、人類の知的資産である学術情報の集積・提供・発信を行い、未来に向けて、知の交流・創成の場として機能することをミッションとする。
図書館の利用は、学外の人でも許可を得られれば閲覧・貸出を行うことができる。
文系学部（法学部・経済学部・文学部・教育学部）の講義棟・研究棟とは渡り廊下で直結しており、札幌駅方面から文系学部への玄関口・待合室としての機能も有している。

## 収蔵されている資料の特徴
北海道のみならず北太平洋及び北ユーラシアに及ぶ地域に関する包括的コレクションとして知られる北方関係資料、内村鑑三・新渡戸稲造・宮部金吾などの札幌農学校出身の個人文庫、札幌農学校の蔵書を引き継ぐ札幌農学校文庫などがある（閲覧のみであり貸出は禁止であるが、一部を除いて複写利用は可。）。2019年3月18日に所蔵資料「ヤエンコロアイヌ文書」を「カラフトナヨロ惣乙名文書（ヤエンコロアイヌ文書）」の名称で日本国の重要文化財に指定することについて文部科学大臣に答申され、同年7月23日に指定されている。
また、宮澤・レーン事件で知られるハロルド・レーンの個人文庫については、北図書館で閲覧コーナーが常設されている。

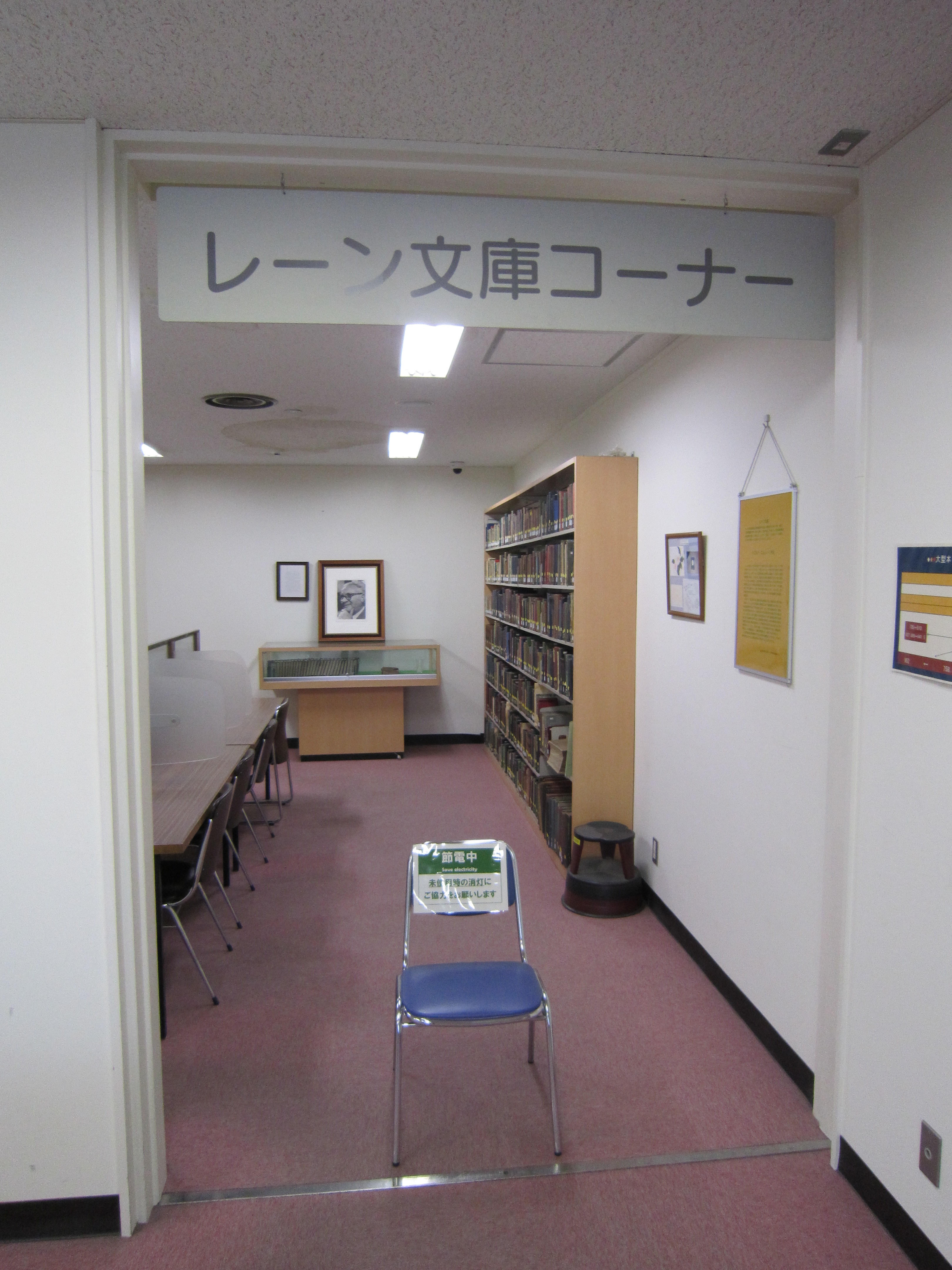
レーン文庫コーナー

## 沿革
- 1876年8月 - 札幌農学校開校とともに講堂に書籍室が設置されたことが今の北海道大学附属図書館の起源となる。（当時の蔵書数は6,149冊）
- 1891年11月 - 書籍館主任（監守）に新渡戸稲造が就任し、これは初代館長となる。
- 1907年6月 - 札幌農学校が東北帝国大学農科大学に改組したことを契機に書籍室を東北帝国大学農科大学図書館と改称。
- 1918年3月 - 東北帝国大学農科大学図書館は北海道帝国大学図書館となる。
- 1922年5月 - 北海道帝国大学附属図書館と改称。
- 1925年9月 - 北海道帝国大学附属図書館に60坪の木造平屋建ての雑誌閲覧室と事務室を新築。
- 1947年10月 - 北海道大学附属図書館と改称。
- 1965年6月 - 図書館の新営工事終了。
- 1967年6月 - 文学部内にあった北方文化研究室の資料を引き継いで図書館内に北方資料室を設置。
- 1969年10月 - 教養分館を新築。
- 1971年1月 - 北海道大学沿革資料室を開設。
- 1986年3月 - オンライン蔵書検索を導入。
- 1995年4月 - 教養分館を北分館と改称。
- 1995年9月 - 附属図書館のホームページ開設。
- 1996年10月 - 北方資料データベースを公開。
- 2000年4月 - 北分館にマルチメディア公開利用室（情報教育館2階）を設置。
- 2002年11月 - 学外利用者（一般市民）への館外貸出を開始。
- 2006年4月 - 機関リポジトリとして、北海道大学学術成果コレクション（HUSCAP[12]）の運用開始。
- 2007年11月 - 北海道大学学術成果コレクション運営方針を決定。
- 2009年8月 - 北分館を北図書館と改称し、分館長を北図書館長に改める。
- 2011年4月 - 本館南棟の新営工事が完成し、自動化書庫を設置。同年7月に南棟オープン。
- 2012年3月 - 本館の改修工事が完了。同年4月に本館メディアコートオープン。
- 2013年11月 - 附属図書館に研究開発室を設置。
- 2015年2月 - 北図書館西棟の新営工事が完了。同年4月に西棟オープン。
- 2019年3月 - 附属図書館所蔵「ヤエンコロアイヌ文書」が 国の重要文化財に指定することについて答申。
- 2019年6月 - 北海道大学オープンアクセス方針を策定。

## 北図書館
1963年11月に教養部内に附属図書館の分室が設置されたのを初めに北図書館の歴史が始まる。1969年に教養分館として建物が独立した。1977年7月に教養分館の建物を増築工事が行われた。1995年4月に名称を教養分館から北分館に変更し、さらに2009年8月に北分館を北図書館に改称し北分館長の役職も北図書館長となった。2015年2月に北図書館の新営工事（西棟）の建設が完了し、同年4月にオープン。

## 旧札幌農学校図書館読書室
札幌農学校開校から4ヶ月ほど経った1876年（明治9年）12月に新設された「書籍庫」が、独立の建物を有する図書館の起源であった。書籍の増加に伴い、修復と増築を重ね、大学が移転するまで札幌農学校図書室として機能していた。旧札幌農学校図書館読書室は、1902年（明治35年）3月に大学移転に伴い札幌区北8条西6丁目に建設、T字型の読書室とその奥にあるレンガ造りの書庫で構成されていた。書庫は火事が起こっても書物が燃えることのないよう不可燃性であった。この建物は1965年（昭和40年）に現中央図書館ができるまでの約60年の間、全学の中央図書館として機能していた。その後は、1986年に農学部図書室が竣工されるまで農学部図書室として利用された。現在は南側の建物が、北海道大学出版会によって使用されている。

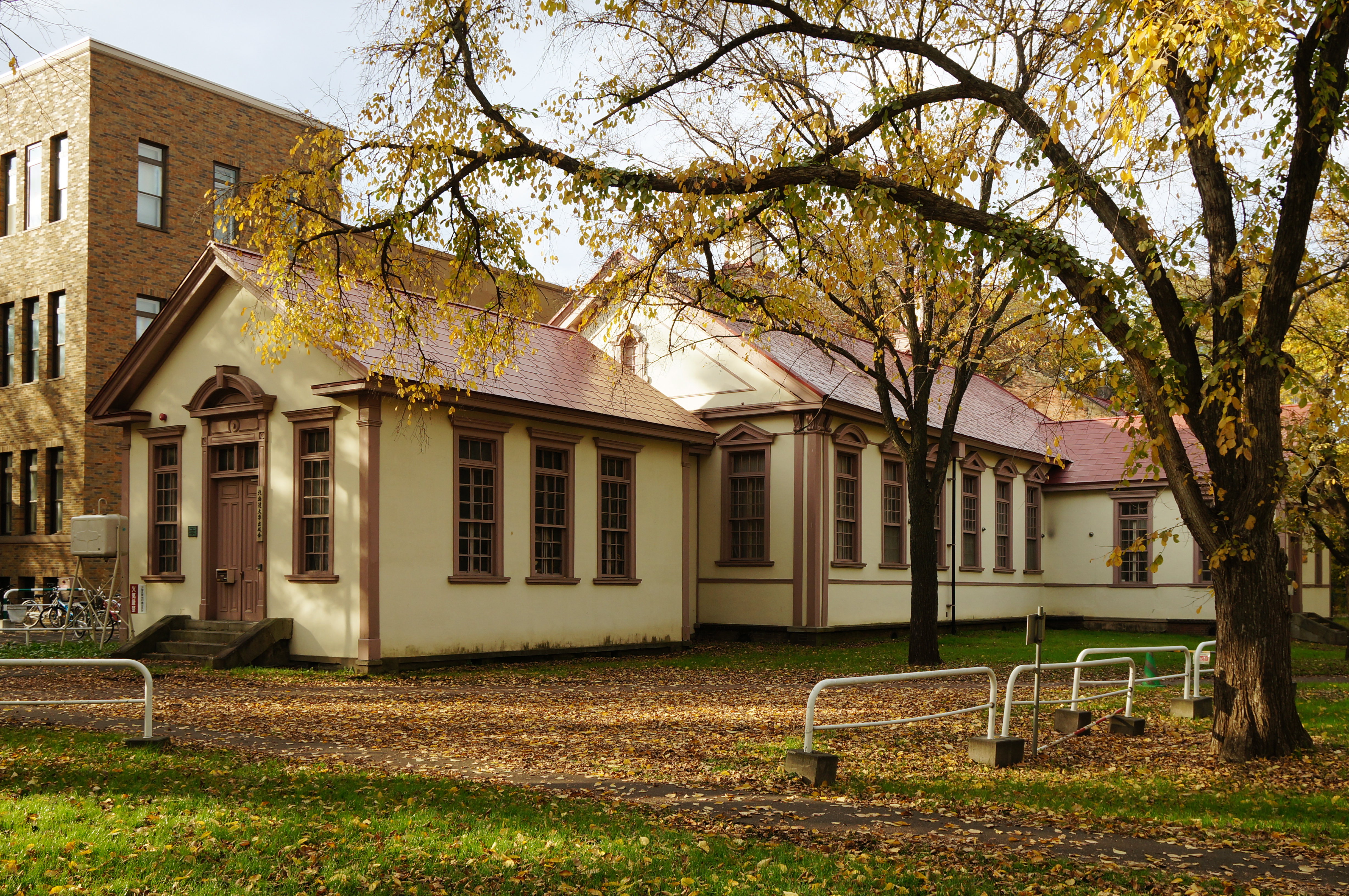
旧札幌農学校図書館読書室

## キャラクター
附属図書館公式キャラクターとして「ほのか」と「うらら」がいる。双子のエゾリスで、1996年（平成8年）に「北海道大学キャンパス環境改善計画」で校内に放たれた7匹のエゾリスの子孫という設定である。2匹のお腹には「Hokkaido University」のイニシャルである「H」と「U」の文字がそれぞれ描かれ、「ほのか」はしっかり者で、右胸にエンレイソウのブローチを付け、「うらら」はうっかり者で、右胸にクルミとドングリのポシェットを付けている。